# Henri Fraikin
Henri Jacques Joseph Fraikin (Bitsingen, 16 oktober 1876 - Luik, 6 september 1945) was een  roeier uit België en was lid van de Koninklijke Roeivereniging Club Gent. Hij veroverde vier Europese en vier Belgische kampioenschappen.

## Loopbaan
Fraikin werd in 1898 en 1899 Europees kampioen in vier met stuurman en de acht van de Club Nautique de Gand.
Fraikin werd na zijn actieve carrière voorzitter van de Société Royale du Sport Nautique de la Meuse. Hij was ook technisch raadgever van de Belgische Roeibond.

## Palmares

### vier met stuurman
- 1898:  BK
- 1898:  EK in Turijn
- 1899:  BK
- 1899:  EK in Oostende

### acht
- 1898:  BK
- 1898:  EK in Turijn
- 1899:  BK
- 1899:  EK in Oostende